# Berkovac
Berkovac (cyr. Берковац) – wieś w Serbii, w okręgu kolubarskim, w gminie Mionica. W 2011 roku liczyła 443 mieszkańców.